# Velocitat de deformació
La velocitat de deformació és una magnitud que mesura el canvi de deformació respecte al temps. Per problemes uniaxials és simplement la derivada temporal de la deformació longitudinal, mentre que per problemes o situacions tridimensionals es representa per un tensor de segon rang.

## Cas unidimensional
Donat una barra recta o prisma mecànic que pateix deformacions només en el seu eix longitudinal, la velocitat de deformació es defineix com la derivada temporal de la deformació uniaxial:

{\displaystyle {\dot {\varepsilon }}={\frac {d\varepsilon }{dt}}={\frac {d}{dt}}\left({\frac {dU(X,t)}{dX}}\right)={\frac {d}{dX}}\left({\frac {dU(X,t)}{dt}}\right)={\frac {d{\dot {U}}(X,t)}{dX}}}

On:
{\displaystyle U(X,t)\,} és el camp de desplaçament sobre la barra o prisma.
{\displaystyle {\dot {U}}(X,t)} és el camp de velocitats de desplaçament sobre la barra o prisma.
La fórmula anterior expressa que la velocitat de deformació coincideix com el gradient del camp de velocitats de desplaçament.

## Cas tridimensional

### Tensor velocitat de deformació
Donat un medi continu (sòlid deformable o fluid) les equacions de moviment s'expressen en la forma:

{\displaystyle \mathbf {r} =\mathbf {r} (\mathbf {R} ;t)\qquad {\begin{cases}x=x(X,Y,Z;t)\\y=y(X,Y,Z;t)\\z=z(X,Y,Z;t)\end{cases}}}

El 'tensor gradient espacial de la velocitat  ve donat per:

{\displaystyle \mathbf {l} =\mathbf {v} \otimes {\boldsymbol {\nabla }}={\frac {\partial \mathbf {v} }{\partial \mathbf {r} }},\qquad l_{ij}={\frac {\partial v_{i}}{\partial x_{j}}}}

La part simètrica d'aquest tensor és precisament el tensor velocitat de deformació:

{\displaystyle \mathbf {d} ={\frac {1}{2}}\left(\mathbf {v} \otimes {\boldsymbol {\nabla }}+{\boldsymbol {\nabla }}\otimes \mathbf {v} \right)={\frac {1}{2}}\left({\frac {\partial v_{i}}{\partial x_{j}}}+{\frac {\partial v_{j}}{\partial x_{i}}}\right)={\frac {1}{2}}\left(l_{ij}+l_{ji}\right)}

### Relació amb el tensor deformació
La derivada temporal del tensor deformació de Green-Lagrange es relaciona amb el tensor de velocitat de formació (Fij) i el gradient de deformació (Fij) mitjançant la següent relació:

{\displaystyle {\dot {\mathbf {E} }}=\mathbf {F} ^{T}\mathbf {d} \ \mathbf {F} ,\qquad {\dot {E}}_{ij}=F_{ki}F_{mj}d_{km}}